# La Vocation de saint Pierre et saint André
La Vocation de saint Pierre et saint André (en italien Vocazione dei santi Pietro e Andrea) est un tableau attribué à Caravage, ou exécuté à sa manière entre 1603 et 1606 et conservé dans la Royal Collection au château de Hampton Court, près de Londres.

## Historique
Le tableau est acquis par Charles Ier en 1637, vendu lors du Commonwealth, et racheté par Charles II lors de la Restauration anglaise. Il est depuis dans les collections royales. Longtemps considéré comme une copie d'un original perdu du peintre, il est finalement déclaré en 2006 par la Royal Collection comme authentique du Caravage. Mais ce même musée indique ensuite qu'il s'agirait d'une copie d'après Caravage, et propose également le titre alternatif de Pierre, Jacques et Jean. 
La question de l'attribution n'est pas définitivement tranchée : autographe ou œuvre d'un artiste caravagesque ? Roberto Longhi l'attribue à Caravage dès 1943 ; c'est Denis Mahon qui revient ensuite sur cette attribution en 2004 pour la confirmer après le nettoyage de la toile, suivi par Mina Gregori, Hugh Roberts et Keith Christiansen. En revanche, Ebert-Schifferer est aussi prudente que les responsables de la Royal Collection, et ne l'intègre plus à son catalogue Caravage en 2009.

## Description
Le tableau représente un épisode de l'Évangile selon Matthieu au cours duquel Jésus-Christ (imberbe, à droite) demande à Simon (qui deviendra par la suite Pierre) et son frère André de devenir ses disciples.